# Gerhard Kupke
Gerhard Kupke (* 15. Oktober 1936 in Ottolangendorf, Kreis Groß Wartenberg) ist ein deutscher Maschinenschlosser und früherer Volkskammerabgeordneter der DDR der SED.

## Leben
Kupke war der Sohn eines Arbeiters. Nach dem Besuch der Grundschule nahm er 1950 eine dreijährige Lehre zum Maschinenschlosser auf. Von 1961 bis 1963 nahm er ein Abendstudium an der Ingenieurschule für Eisenbahnwesen in Dresden auf, wo er den Abschluss als Meister der volkseigenen Industrie erwarb. Als Meister war er daraufhin im Reichausbesserungswerk (RAW) Stendal tätig.

## Politik
Kupke trat 1957 in die SED ein und wurde 1959 Leitungsmitglied der Betriebsparteiorganisation (BPO) und der Abteilungsparteiorganisation (APO).
In der vier Wahlperioden von 1963 bis 1981 war er Mitglied der SED-Fraktion in der Volkskammer der DDR.

## Auszeichnungen
- Verdienter Eisenbahner
- zweifacher Aktivist der sozialistischen Arbeit
- Mitglied eines Kollektivs der sozialistischen Arbeit